# 夜食テロ
夜食テロ（やしょくテロ）は、日本におけるインターネットスラングの一つ。
インターネット上（ブログ、SNSなど）で深夜の時間帯に食欲をそそるような食べ物などの画像を投稿し、閲覧者の空腹感を刺激することを意味する表現である。また、テレビの深夜番組でグルメを扱う内容があれば、それが「夜食テロ」と評されることがある。時間帯などに指定が無ければ、単に「飯テロ」（めしテロ）とも言われる。

## 夜食テロに関連する作品

### 漫画
- 深夜食堂（作者 - 安倍夜郎）[1]
- 孤独のグルメ（原作 - 久住昌之 / 作画 - 谷口ジロー）[1]
- 荒野のグルメ（原作 - 久住昌之 / 作画 - 土山しげる）

### ドラマ
- 深夜食堂（毎日放送・RKB毎日放送 他 / 主演 - 小林薫 / 上述の漫画のドラマ化）[1]
- 孤独のグルメ（テレビ東京・共テレ / 主演 - 松重豊 / 上述の漫画のドラマ化）[1]
- めしばな刑事タチバナ（テレビ東京・共同テレビ / 主演 - 佐藤二朗）[4]
- 背徳の夜食（東海テレビ・共テレ）